# Oiran
Oiran (jap. 花魁) – japońska kurtyzana, uważana za typ prostytutki yūjo, jednak różniąca się od niej tym, że była artystką rozrywkową (często stając się celebrytką poza dzielnicami płatnej miłości). Ich sztuka i moda często wyznaczały trendy wśród bogatych Japończyków i dlatego tradycja oiran zachowała się do dziś. 

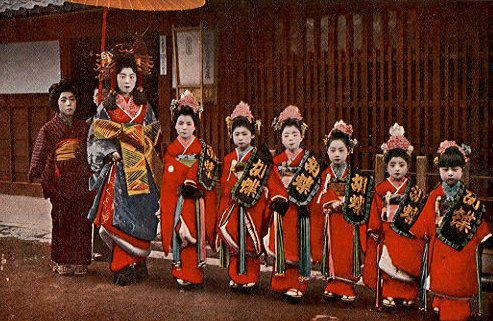
Oiran przygotowująca się przed przyjęciem klienta – ukiyo-e z 1765 r. autorstwa Suzuki Haronubu

Słowo oiran pochodzi od japońskiego wyrażenia oira no tokoro no nēsan, co można przetłumaczyć jako moja starsza siostra. Zapisane w języku japońskim składa się z dwóch znaków kanji oznaczających odpowiednio kwiat i pierwszy, co można też przetłumaczyć jako „rozwiany kwiat wiśni”. Zasadniczo tylko prostytutki wysokiej klasy były oiran, jednak w Yoshiwara termin ten jest powszechnie stosowany w odniesieniu do wszystkich tamtejszych kurtyzan.
Oiran pojawiły się w okresie Edo, przypadającym na lata 1600-1868. W okresie tym powstały regulacje ograniczające działalność domów publicznych do obszarów otoczonych murami oddalonych od centrów miast. W większych miastach były to Shimabara w Kioto, Shinmachi w Osace i Yoshiwara w Edo (dzisiejszym Tokio). Obszary te szybko przekształciły się w duże „dzielnice rozkoszy” oferujące wszystkie rodzaje rozrywek. Kurtyzan nie różnicowano z uwagi na ich pochodzenie, ale z uwagi na urodę, charakter, wykształcenie i zdolności artystyczne (co było szczególnie szczęśliwe dla tych kurtyzan, które trafiły na drogę takiego stylu życia sprzedane we wczesnej młodości przez ubogie rodziny).

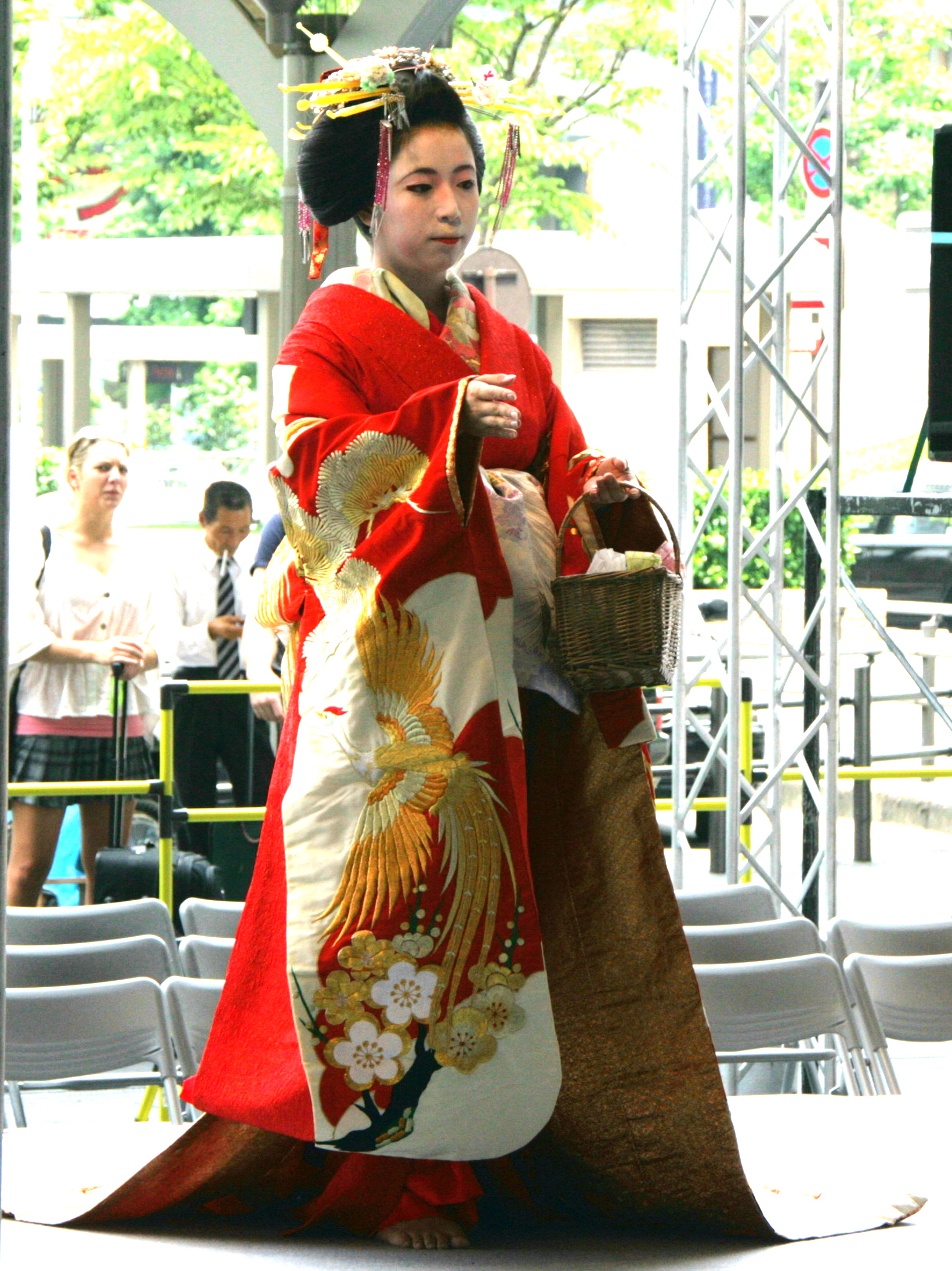
Współczesna tayū z Shimabara, Kioto

W Kioto za prostytutki najwyższej rangi uchodziły tayū, które uznawano za odpowiednie dla klientów daimyō. Do połowy XVIII wieku nie zanikł podział kurtyzan na rangi, wszystkie były jednak znane jako oiran. Prostytutki z okresu Edo były cenione nie tylko z uwagi na ich aparycję i znajomość sztuki miłosnej. Aby kobieta mogła zostać uznana za oiran, musiała być wykształcona i posiadać wiele umiejętności, w tym znać się na tradycyjnej sztuce chadō, ikebanie oraz kaligrafii. Ponadto klienci oczekiwali, że będą one oczytane, dlatego istotne było, by kurtyzana potrafiła prowadzić błyskotliwe konwersacje i elokwentnie pisać. 
Izolacja oiran w zamkniętych obszarach sprawiła, że ich praktyki stały się pod wieloma względami zrytualizowane i pozostały nienaruszone przez zachodzące w międzyczasie przemiany społeczne. Ściśle przestrzegana etykieta określała stosowne zachowania. Ich mowa zachowała formalne standardy dworskie, oddalając się od potocznego języka. Nie przyjmowały przygodnych gości, klienci musieli kierować do nich formalne zaproszenia, a po ulicach poruszały się efektowną procesją (oiran dochu), w otoczeniu całej świty i służby. Noszone przez nie kostiumy stawały się coraz bardziej złożone, obejmowały kilka warstw zdobionych szat wykonanych w oparciu o wzory oiran z czasów wczesnego okresu Edo, we włosy wpinały osiem albo i więcej szpilek lub grzebieni. Podobnie rozrywki, które oferowały, wywodziły się z oryginalnych rozrywek oiran poprzednich pokoleń. W końcu kultura oiran, coraz bardziej odstająca od ówczesnych praktyk życia codziennego, zaczęła zanikać. Zmniejszyła się też liczba ich klientów.
Pojawienie się gejszy ostatecznie zakończyło erę oiran. Gejsze dostarczały zwykłych rozrywek, które dawały klientom radość w tamtym czasie i były bardziej dostępne dla przygodnych gości. Popularność gejszy wzrosła raptownie i przyćmiła dawną świetność oiran. Pierwsza kobieta, która nazywała siebie gejszą była prostytutką z Fukagawa i pojawiła się około 1750 roku, co zbiega się ze schyłkiem oiran – ostatnią z tradycyjnych oiran datuje się na rok 1761. Niewielka liczba kobiet, która pozostała przy tradycyjnych sztukach praktykowanych przez oiran (z wyłączeniem aspektów seksualnych) zajmuje się nimi do dziś głównie dla zachowania dziedzictwa kulturowego.

## Wygląd oiran

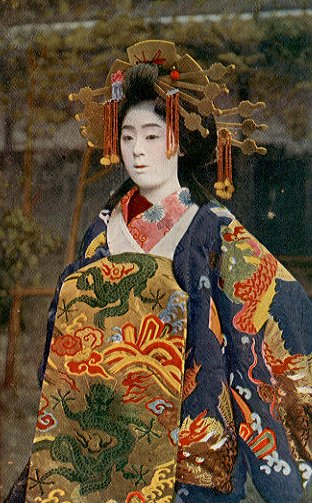
Oiran

Oiran często bywają mylone z gejszami, jednak ich wygląd bardzo różni się od wyglądu gejsz. Ze względu na te różnice, oiran są porównywane do kolorowych kwiatów, a gejsze do skromnych w wyglądzie wierzb.

### Kimono
Oiran nosiły kimona złożone z kilku, a czasami nawet kilkunastu warstw uszytych z wystawnie wyszywanego jedwabiu. Kimona nie były jednak dobierane pod względem ogólnie przyjętych zasad kitsuke (między innymi zgodność z porami roku) – oiran wybierały raczej wzory, które po prostu im się podobały. Mimo to, przez pewien czas wyznaczały trendy w panującej modzie oraz uchodziły za ekspertki stylu (później tę rolę przejęły gejsze).
Oiran wiązały pas obi z przodu kimona, posługując się różnymi stylami wiązań. Takie rozwiązanie pozwalało na szybkie zdjęcie kimona oraz ponowne ubranie się. 

### Makijaż
Oiran, zgodnie z panującą ówcześnie modą, malowały twarze na biało i podkreślały czerwienią jedynie dolną wargę.